# Jorge, o Boitaco
Jorge, o Boitaco (em grego medieval: Γεώργιος ὁ Βοϊτάχος; em búlgaro: Георги Войтех; romaniz.: Georgi Voiteh; m. 1072) foi um aristocrata búlgaro de Escópia (Skopje) que organizou uma grande revolta contra o domínio bizantino na Bulgária. Ele era de uma família que detinha o estatuto de caucano (o segundo maior na corte búlgara, depois do imperador).

## História
Em 1071, Jorge, o Boitaco liderou os búlgaros, descontentes com a ocupação bizantina, numa revolta contra seus mestres. De acordo com a tradição búlgara, apenas um descendente da família real poderia ser coroado czar. Como Boitaco, apesar de membro da alta nobreza, não tinha sangue real, os conspiradores se voltaram para o príncipe de Zeta e pediram que ele lhes enviasse seu filho, Constantino Bodino, para que ele recebesse a coroa. Bodino descendia da dinastia dos cometópulos pelo lado de sua mãe.
Em 1072, em Prizren, Bodino foi coroado czar da Bulgária e assumiu o nome de "Pedro III", seguindo ao santo Pedro I e ao rebelde Pedro II Deliano. Os rebeldes tomaram Escópia, a capital do Tema da Bulgária, onde Boitaco permaneceu como governador enquanto Pedro III marchou para Naísso. Ele conseguiu tomar a cidade, mas, enquanto isso, Escópia foi cercada por um grande exército bizantino. Boitaco, que acreditava não ter condições de resistir um longo cerco e que não receberia ajuda de Pedro, abriu negociações com o general bizantino Miguel Saronita e se rendeu. Depois disso, ele se arrependeu de sua covardia e enviou uma mensagem secreta para o imperador na qual ele sugere que ele deveria atacar Escópia enquanto os bizantinos não estavam preparados. O imperador partiu para lá, mas foi emboscado e derrotado, o que pôs fim à revolta.
Boitaco morreu à caminho de Constantinopla no mesmo ano.